# قرصعنة ثلاثية الشرفات
القِرصَعنة ثلاثية الشرفات (باللاتينية: Eryngium tricuspidatum) نوع نباتي عشبي يتبع جنس القِرصَعنة من الفصيلة الخيمية.

## الموئل والانتشار
موطنه الأصلي بلاد الشام والمغرب العربي وإسبانيا وصقلية.